# Spilosoma transiens
Spilosoma transiens är en fjärilsart som beskrevs av Arnold Spuler 1906. Spilosoma transiens ingår i släktet Spilosoma och familjen björnspinnare. Inga underarter finns listade i Catalogue of Life.